# Helina annosa
Helina annosa är en tvåvingeart som först beskrevs av Zetterstedt 1838.  Helina annosa ingår i släktet Helina och familjen husflugor. Arten är reproducerande i Sverige. Inga underarter finns listade i Catalogue of Life.